# Filipinas en los Juegos Olímpicos de Albertville 1992
Filipinas estuvo representada en los Juegos Olímpicos de Albertville 1992 por un deportista masculino que compitió en esquí alpino.
El portador de la bandera en la ceremonia de apertura fue el esquiador alpino Michael Teruel. El equipo olímpico filipino no obtuvo ninguna medalla en estos Juegos.